# 5367 Sollenberger
5367 Sollenberger eller 1982 TT är en asteroid i huvudbältet som upptäcktes den 13 oktober 1982 av den amerikanske astronomen Edward L.G. Bowell vid Anderson Mesa Station. Den är uppkallad efter den amerikanske astronomen Paul Sollenberger.
Asteroiden har en diameter på ungefär 13 kilometer och den tillhör asteroidgruppen Eos.